# لاروسر (مقاطعة كلاردشت)
لاروسر (بالفارسية: لاروسر) هي قرية تقع في Kuhestan Rural District في إيران. يقدر عدد سكانها بـ 86 نسمة بحسب إحصاء 2016.